# Кантемировская (станция метро)
«Кантеми́ровская» — станция Замоскворецкой линии Московского метрополитена. Расположена между станциями «Каширская» и «Царицыно». Находится на территории района Царицыно Южного административного округа города Москвы.

## История
Станция открыта 30 декабря 1984 года в составе участка «Каширская» — «Орехово», после ввода в эксплуатацию которого в Московском метрополитене стало 126 станций.
В связи с восстановительными работами, связанными с ликвидацией затопления тоннеля, возникшего из-за нарушения гидроизоляции на перегоне «Царицыно» — «Орехово» (затопление произошло из Царицынского пруда), участок был закрыт с 31 декабря 1984 года по 9 февраля 1985 года.
С 12 ноября 2022 года по 10 мая 2023 года станция была закрыта в связи с реконструкцией тоннеля на участке «Царицыно» — «Кантемировская». По причине расположения ближайших между «Царицыно» и «Кантемировской» оборотных тупиков у станций «Автозаводская» и «Орехово» перекрытие движения только на перегоне «Царицыно» — «Кантемировская» невозможно. Помимо основных ремонтных работ в ходе реконструкции по, фактически, замене тоннеля, построенного в 1980-х с нарушением нормативов, пути на закрытом участке сделали бесстыковыми.
Станция получила своё название по Кантемировской улице, которая в свою очередь была названа в честь 4-й гвардейской Краснознамённой ордена Ленина Кантемировской танковой дивизии, прославившейся в годы Великой Отечественной войны. В проектной документации носила название «Ленино».

## Вестибюли и пересадки
Наземные вестибюли отсутствуют. Выход в город осуществляется через подземные переходы на Пролетарский проспект и Кантемировскую улицу. На станции есть два выхода в город.

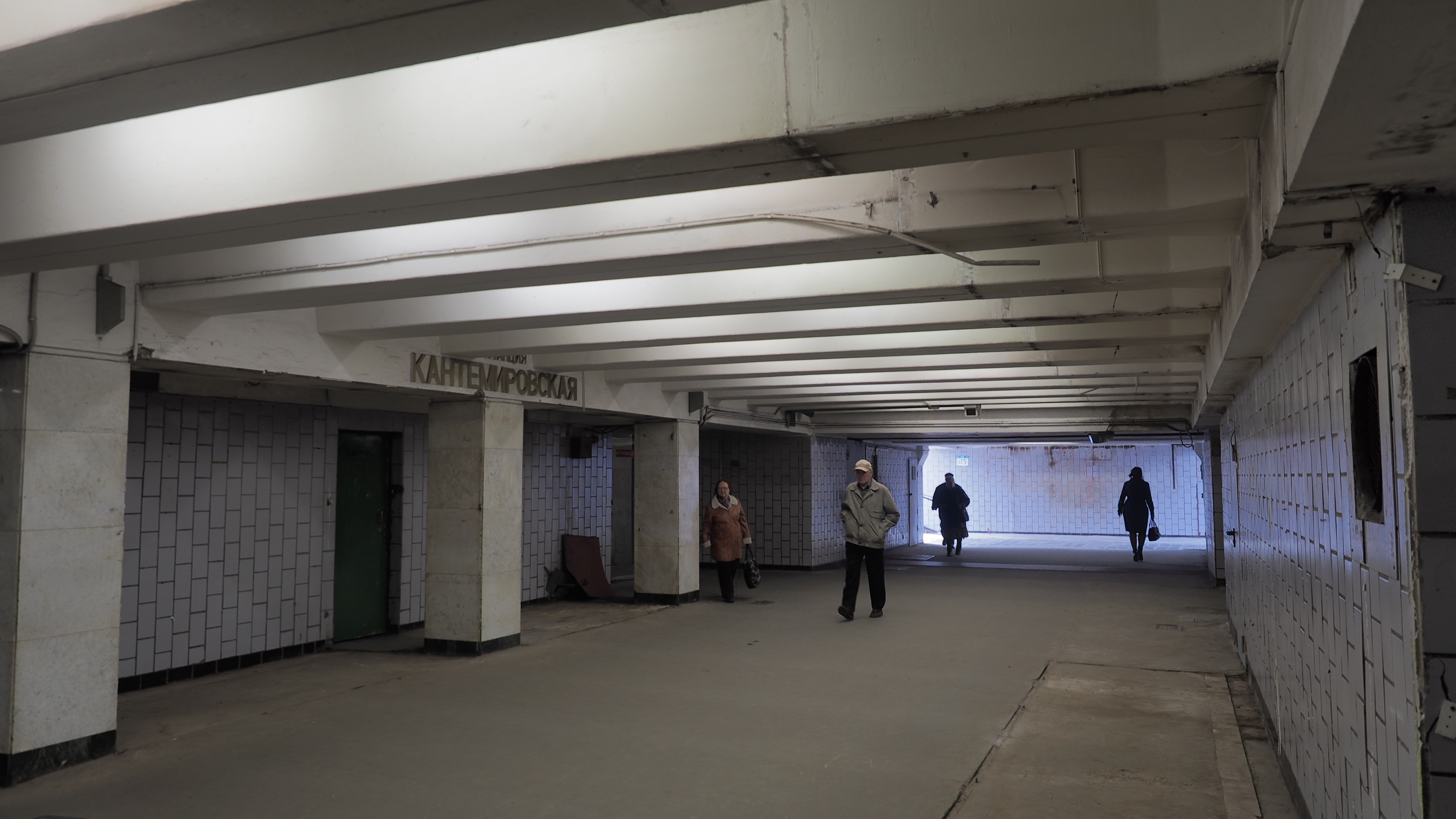
Оригинальное оформление подземного перехода до переделки в 2010-х

## Архитектура и оформление
Конструкция станции — односводчатая мелкого заложения (глубина заложения — 8 метров). Построена открытым способом с возведением свода из монолитного бетона.
В оформлении станции использована военно-историческая тематика. Путевые стены облицованы коричневым мрамором с мелкими орнаментальными вставками, посвящёнными военно-исторической теме. Пол выложен чёрным, серым и красным гранитом. По оси зала станции расположены светильники и указатели станций.
Светильники над станционными лавочками были выполнены в цветах Гвардейской ленты (жёлто-чёрные). После ремонта в середине 2010-х годов цвета светильников изменены на оранжево-чёрные.

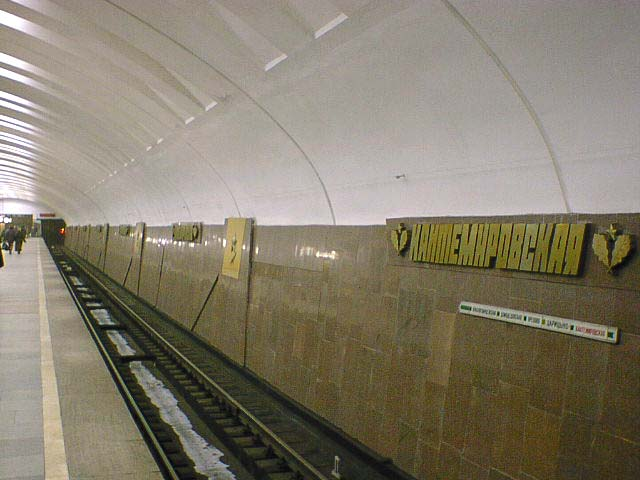
Посадочная платформа. 26 февраля 2000 года.
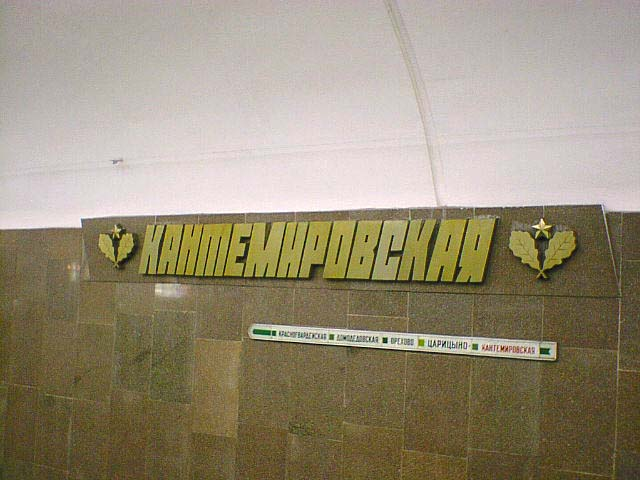
Путевая стена. 26 февраля 2000 года.
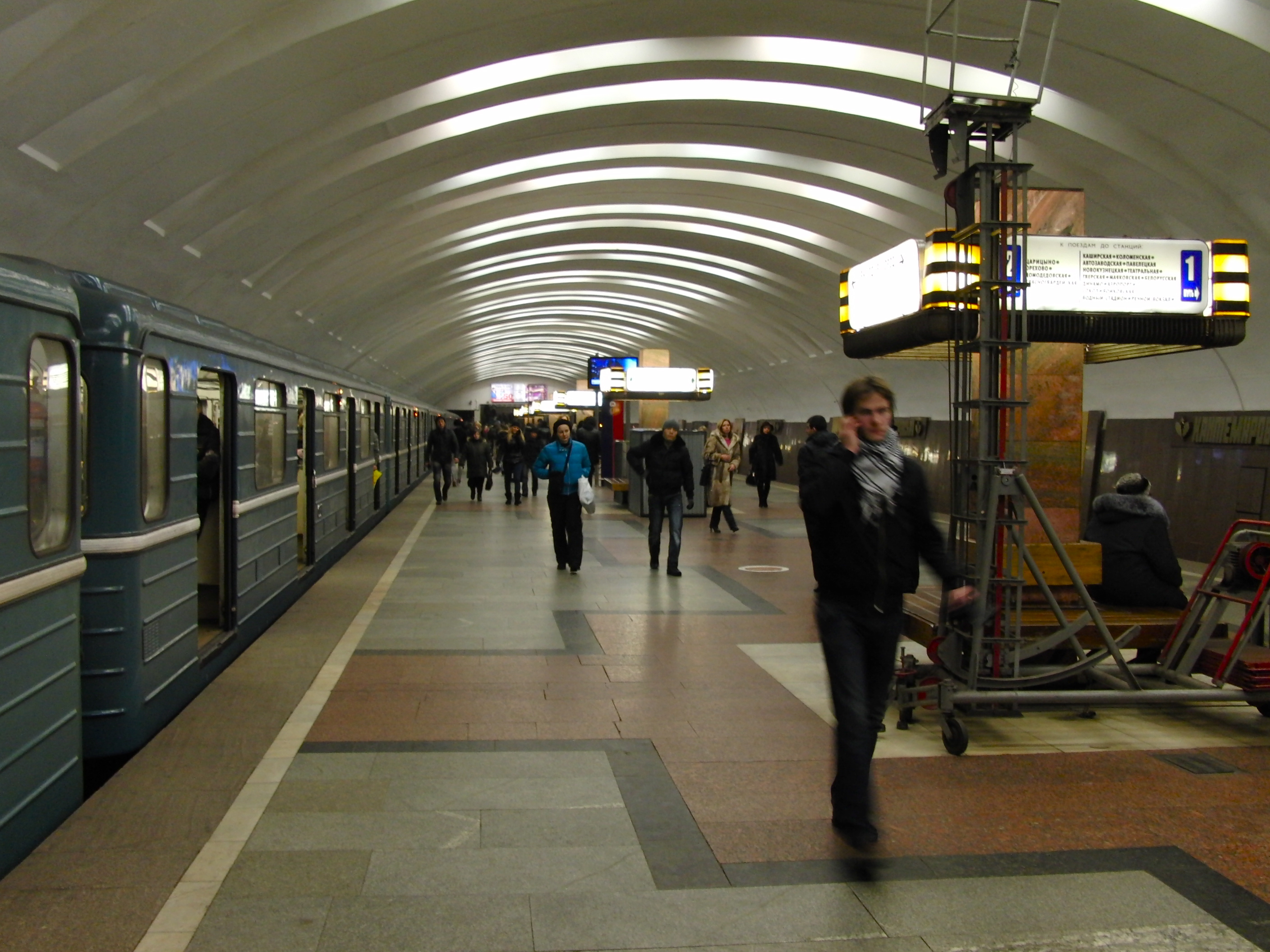
Перспектива зала станции со скамейками и светильниками. 4 декабря 2010 года.
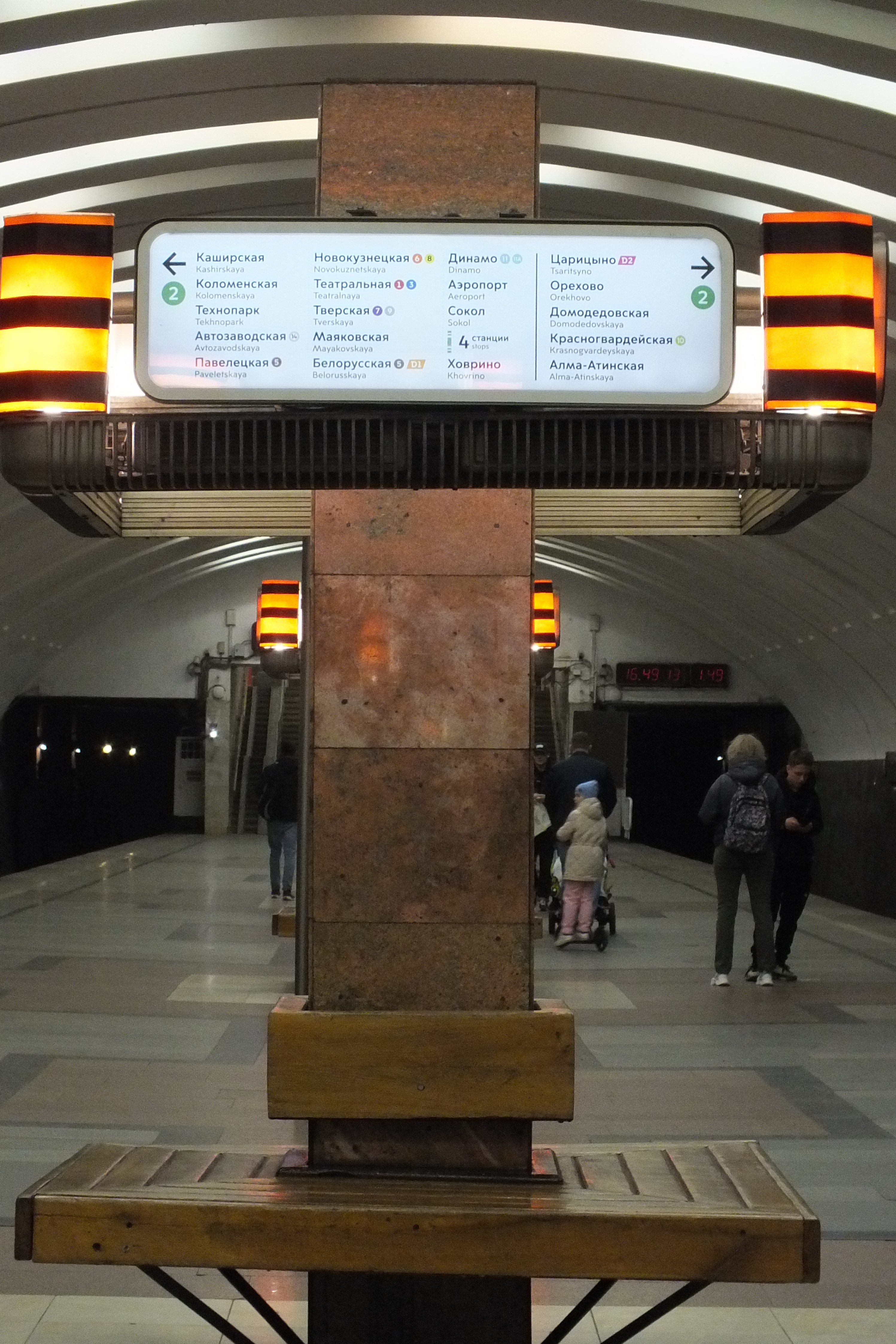
Светильники над станционными лавочками. 1 мая 2022 года.

## Станция в культуре и искусстве
- Около входа на станцию были сделаны несколько фотографий Виктора Цоя[4][5].
- «Кантемировская» — песня Noize MC. В песне речь идёт о ВИЧ-инфицированном, который покончил с собой, бросившись под поезд на этой станции.

## Станция в цифрах
- Код станции — 024.
- В марте 2002 года пассажиропоток составлял: по входу — 61,5 тысячи человек, по выходу — 51,8 тысячи человек[6].
- Время открытия станции в 5 часов 35 минут, время закрытия станции для входа пассажиров в 1 час ночи[7].
- Таблица времени прохождения первого поезда через станцию[8]:

| По чётным числам              | Будние дни | Выходные дни |
| По нечётным числам            | Будние дни | Выходные дни |
| В сторону станции «Каширская» | 05:46:00   | 05:46:00     |
| В сторону станции «Каширская» | 05:46:00   | 05:46:00     |
| В сторону станции «Царицыно»  | 05:57:00   | 05:58:00     |
| В сторону станции «Царицыно»  | 05:57:00   | 05:58:00     |

## Наземный общественный транспорт

### Городской
На этой станции можно пересесть на следующие маршруты городского пассажирского транспорта:
- Автобусы: м84, м89, е80, 818, с823, с839, 844, с850, с891, н13

### Областной
- 489  Кантемировская — г. Видное (Платформа Расторгуево)
- 1020  Кантемировская — Завидная улица, 24
- 1066  Кантемировская — ТРЦ Vegas
- 1200  Кантемировская — Улица Курыжова, 1